# Ильицино (Московская область)
Ильицино — деревня в Зарайском районе Московской области, в составе муниципального образования сельское поселение Гололобовское (до 28 февраля 2005 года входила в состав Ерновского сельского округа).

## География
Ильицино расположено в 11 км на восток от Зарайска, на реке Брюхачевка, правом, притоке реки Осётрик, высота центра деревни над уровнем моря — 178 м, деревня связана автобусным сообщением с Рязанью, райцентром и соседними населёнными пунктами.

## Население
| 2002 | 2006 | 2010 |
| ---- | ---- | ---- |
| 18   | ↘11  | ↘6   |

## История
Ильицино впервые в исторических документах упоминается в Платежных книгах 1544—1597 годов. Со второй половины XVIII века село принадлежало Гончаровым, от имения которых сохранился лишь парк, памятник архитектуры местного значения. Усадьба основана в 1770-х годах А. А. Гончаровым (прапрадедом жены А. С. Пушкина Н. Н. Гончаровой, которая бывала здесь) и далее принадлежала его роду. В середине XIX века И. Н. Гончарову, в 1860 году его жене М. И. Гончаровой (урожденной княжне Мещерской). Последняя владелица до 1917 года М. А. Гончарова (урожденная Озерова). В усадьбе имелась ценная коллекция живописи, акварелей и фарфора.
В 1858 году числилось 32 двора и 162 жителя, в 1906 году — 62 двора и 300 жителей.
В 1932 году был образован колхоз им. 15 октября, с 1950 года в составе колхоза им. Калинина, с 1961 года — в составе совхоза им. Калинина.

## Достопримечательности
В 1700 году в Ильицино была построена деревянная Знаменская церковь. На её месте, в 1786 году, Е. А. Гончаровой, прабабушкой Натальи Гончаровой, построена каменная Спасская церковь в стиле раннего классицизма, со Знаменским и Никольским приделами, в которой находился фамильный склеп Гончаровых. В советское время церковь была закрыта, в 1999 году её открыли вновь, также памятник архитектуры местного значения.